# Somerset (serial telewizyjny)
Somerset to amerykańska opera mydlana, emitowana na kanale NBC od 30 marca 1970 do 31 grudnia 1976 roku. Był to spin-off serialu Inny świat (Another World). Doczekał się 1710 odcinków. Twórcą programu był Robert Cenedella.